# Simonow SKS-45
Der Simonow SKS (russisch СКС-45, Самозарядный Карабин Симонова, Samosarjadnij Karabin Simonowa, auf Deutsch: Selbstlade-Karabiner Simonow) ist ein sowjetischer Selbstladekarabiner.

## Geschichte
Sergei Gawrilowitsch Simonow war ein sowjetischer Waffenentwickler, der bereits vor dem Zweiten Weltkrieg an Selbstladegewehren arbeitete. Seine Entwürfe waren vorerst wenig erfolgreich, stattdessen zog man die Gewehre seines Kollegen Fjodor Wassiljewitsch Tokarew vor. Man übernahm dessen Modelle SWT-38 sowie SWT-40 in die Ausrüstung der Streitkräfte. Als Ziel galt weiterhin, das in die Jahre gekommene Mosin-Nagant-Infanteriegewehr für die Patrone 7,62 × 54 mm R als Standardwaffe der Roten Armee zu ersetzen. Als Grundlage diente eine 1943 fertiggestellte Kurzpatrone, welche als M43 bezeichnet wurde, diese besaß zunächst die Abmessungen 7,62 × 41 mm. Für die M43 sollte eine ganze Waffenfamilie in diesem Kaliber entwickelt werden – ein Mehrladekarabiner, ein Selbstladekarabiner, ein Sturmgewehr und ein leichtes Maschinengewehr. Der Mehrladekarabiner kam über das Reißbrett nicht hinaus. Da das Geschoss der M43 Patrone unter arktischen Bedingungen ballistische Probleme hatte, wurde die M43 zum Jahreswechsel 1947/48 überarbeitet und enthielt dadurch die Abmessungen 7,62 × 39 mm. Den finalen Wettbewerb für das neue Sturmgewehr gewann Michail Timofejewitsch Kalaschnikow mit der AK-47, als leichtes MG wurde Degtjarjows RPD eingeführt.
Den Wettbewerb um den Selbstladekarabiner konnte Simonow für sich entscheiden. Sein seit 1944 entwickelter Entwurf überzeugte: die Waffe war solide und robust. Wie bei allen Waffen der Roten Armee wurde besonderer Wert auf leichte Bedienbarkeit und Zuverlässigkeit gelegt; auch hier konnte der Karabiner überzeugen. Im Juni 1944 wurde eine Vorserie bei Truppenversuchen noch im 2. Weltkrieg eingesetzt. Nach dem Ausmerzen von Kinderkrankheiten wurde er 1949 parallel mit der AK-47 bei den sowjetischen Streitkräften eingeführt. Als zunehmend Kalaschnikows zur Verfügung standen, verdrängte diese den SKS langsam aus dem Frontdienst. Bei nicht in der ersten Reihe stehenden Truppen blieb er jedoch noch relativ lange – zum Teil bis in die 1990er-Jahre – im Dienst.

## Technik
Der SKS ist ein Gasdrucklader mit Impulsgaskolben mit kurzem Hub. Der Gaskolben verfügt über eine eigene Schließfeder und ist ähnlich wie der des AWS-36 konstruiert. Das Verschlussgehäuse ist aus dem Vollen gefräst und beherbergt den Verschluss, die Schließfeder, die Abzugseinheit mit Hammer und den Magazinschacht. Das Magazin ist ein festverbautes, zweireihiges, zehnschüssiges Kastenmagazin, das mit Einzelpatronen oder Ladestreifen geladen werden kann, da das Gasgestänge und der Verschlussträger nicht fest miteinander verbunden sind. Zum Nachladen hat die Waffe einen Verschlussfang, der den Verschluss bei leerem Magazin in der hinteren Stellung hält. Führungslippen für die Ladestreifen sind in die Verschlussfront eingearbeitet. Der Magazinboden konnte zum Reinigen oder Entleeren des Magazins nach unten aufgeklappt werden. Der Kippblockverschluss verriegelte unten im Verschlussgehäuse. Der SKS hat eine Flügelsicherung, die sich rechts am Abzugsbügel befindet. In der vorderen Position ist die Waffe gesichert, zum Entsichern muss der Hebel nach hinten gedreht werden.
Der SKS verfügt über einen einteiligen Holzschaft mit einem ebenfalls hölzernen Hitzeschutz über dem Gasrohr. als Visier dient ein über der Laufaufnahme befindliches Schiebevisier mit U-Kimme, das Korn sitzt in einem erhöhten Kornträger an der Laufmündung. Zwischen Kornträger und Gasentnahmeblock sitzt die Bajonetthalterung. Das Klappbajonett ist mit der Waffe permanent verbunden und kann nicht ohne Werkzeug demontiert werden. Wird es nicht benutzt, so wird es nach hinten geklappt und die Spitze im Vorderschaft versenkt. Sowjetische SKS hatten ein Messerbajonett, bei den Lizenzwaffen kamen zum Teil auch Vierkantbajonette zum Einsatz.
Im Vergleich mit der AK-47 haben die Projektile durch den längeren Lauf (474 vs. 415 mm) eine höhere Mündungsgeschwindigkeit (735 vs. 715 m/s), was zu einer etwas flacheren Flugbahn und größeren Reichweite führt.

## Einsatz

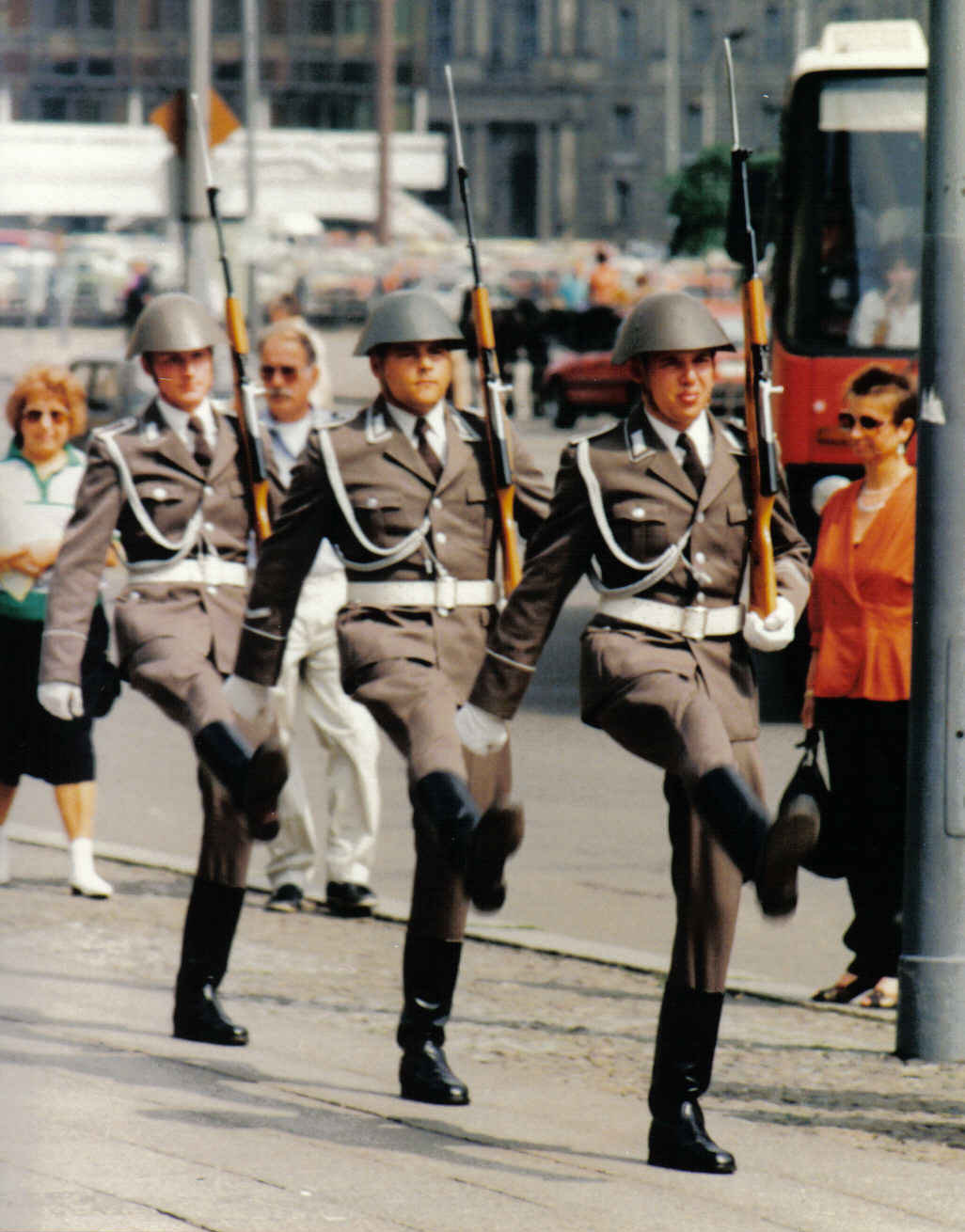
Ehrenwache der NVA (1990)

Der Karabiner wurde wie viele andere sowjetische Rüstungsgüter an verbündete Nationen weitergegeben. Im Arsenal der NVA wurde die Waffe als Karabiner S geführt. Andere Länder, zum Beispiel China und das frühere Jugoslawien, stellten erst baugleiche Exemplare in Lizenz her, später jedoch eigenständige Modelle auf der Grundlage des SKS. Die Anzahl aller weltweit hergestellten SKS wird auf etwa 15 Millionen geschätzt. Heute wird er nur noch als Repräsentationswaffe bei Ehrenwachen der russischen Armee sowie Paradewaffe der chinesischen Volksbefreiungsarmee verwendet.

## Nachbauten
- Albanien: Gewehr „10. Juli“, äußerlich am bis zur Gasabnahme vorgezogenen Vorderschaft und Handschutz zu erkennen
- China: Karabiner Typ 56
- DDR: Karabiner S
- Jugoslawien: Zastava M59/66
- Nordkorea: Karabiner Typ 63

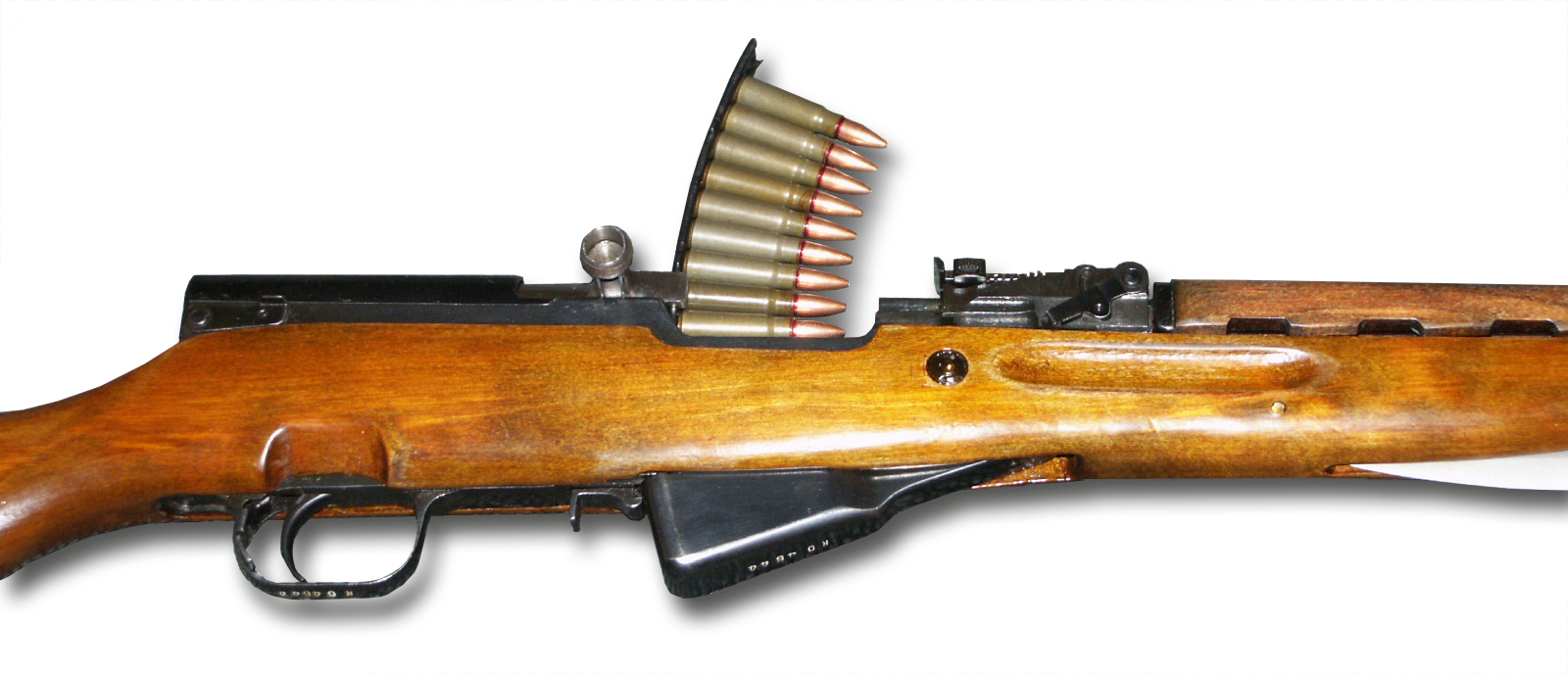
Laden des SKS mit Ladestreifen
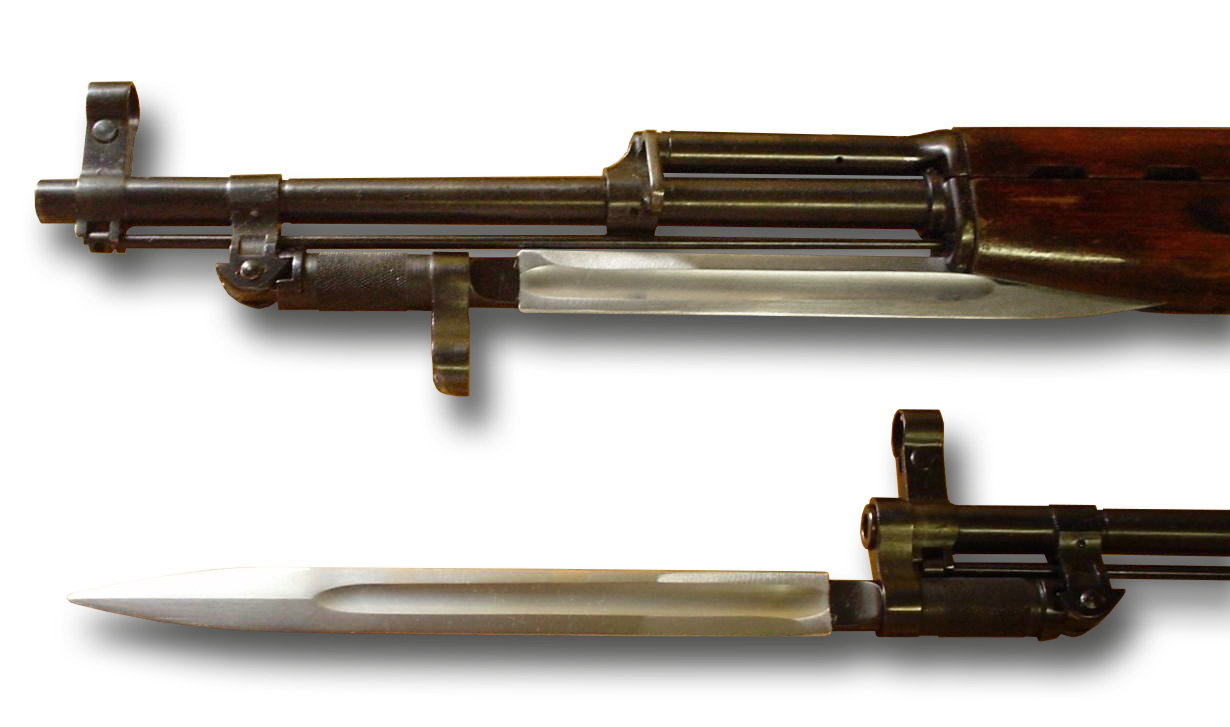
Bajonett des SKS
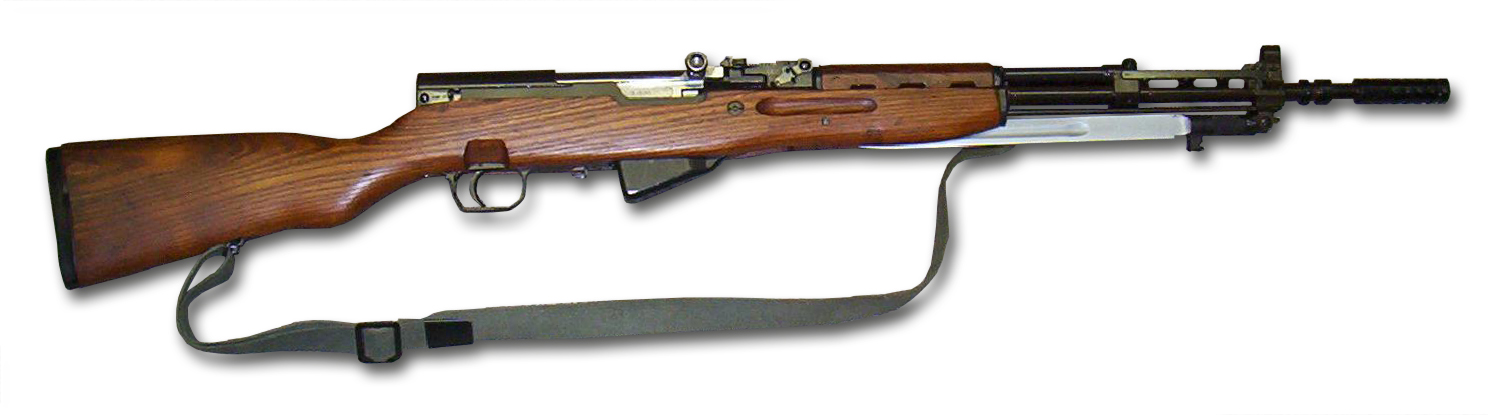
Jugoslawischer M59/66 mit Schießbecher
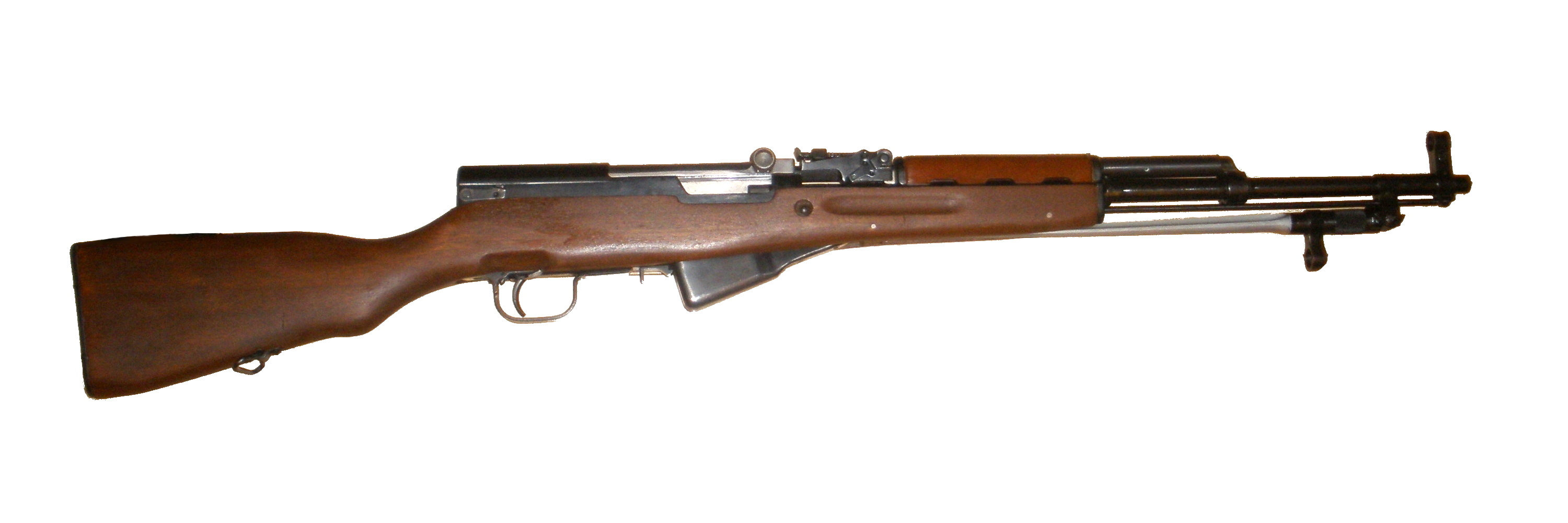
Chinesischer Karabiner Typ 56 mit Nadelbajonett
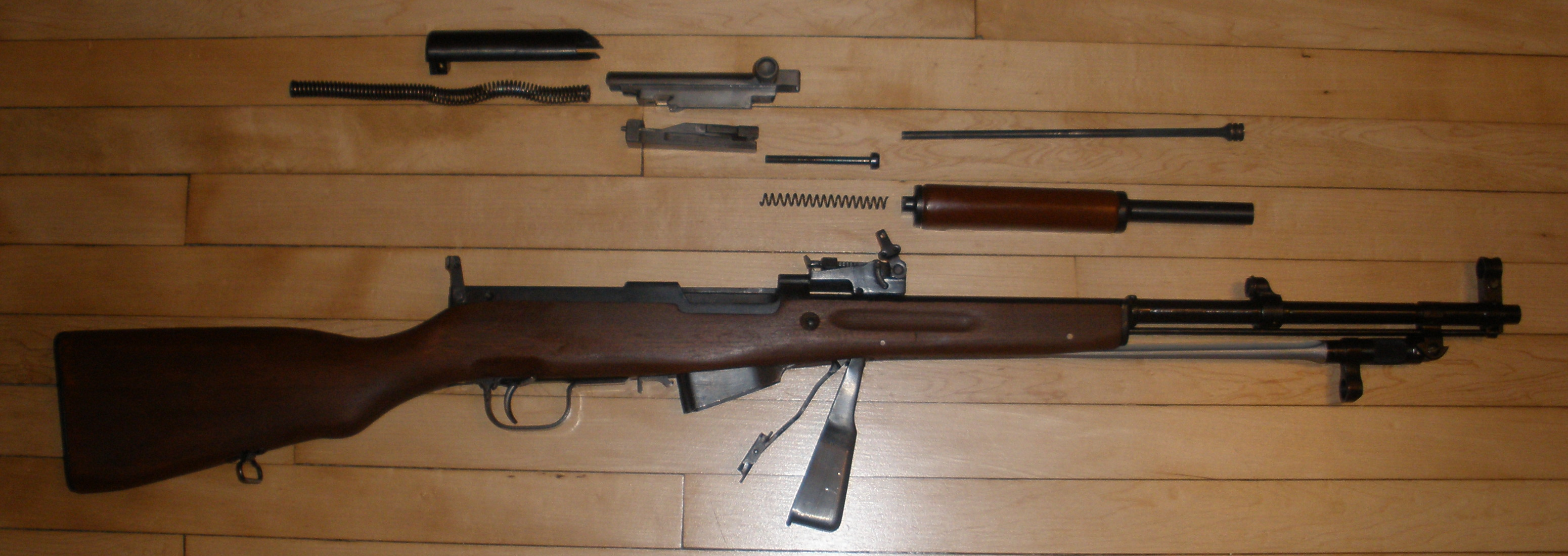
Teilzerlegter SKS

## Nutzerstaaten
- Sowjetunion
- Ägypten
- Albanien
- Bulgarien
- Volksrepublik China
- Deutsche Demokratische Republik
- Indien
- Indonesien
- Jugoslawien
- Nordkorea
- Pakistan
- Polen
- Rumänien
- Ungarn
- Vietnam